# 山崎貴子
山崎貴子（やまさき たかこ、1972年 - ）は、日本のヴァイオリン奏者。東京藝術大学准教授。

## 経歴
1972年、熊本市生まれ。東京芸術大学を経て同大学大学院修士課程を修了。東眞知子、石井志都子、ゲルハルト・ボッセ、松村英夫、数住岸子、山岡耕筰、ジェラール・ジャリ、澤和樹に師事。その後スイスに留学し、ヴァンダートゥーア音楽院ソリスト・ディプロマ課程を修了。文化庁在外芸術家研修生としてロンドンに留学し、ジョルジュ・バウクに師事。
母校の東京藝術大学で教鞭をとると同時に、国内外で演奏活動を行っている。

## コンクール受賞
- 1994年：第28回ティボール・ヴァルガ国際ヴァイオリン・コンクールで第1位。
- 1994年：第19回プレミオ・ヴィットリオ・グイ国際室内楽コンクールで第1位。
- 1998年 第45回パガニーニ国際コンクールで第3位。